# Payns
Payns é uma comuna francesa na região administrativa de Grande Leste, no departamento de Aube. Estende-se por uma área de 16,97 km². Em 2010 a comuna tinha 1 388 habitantes (densidade: 81,8 hab./km²).